# Бялкув (Сьредський повіт)
Бялкув (пол. Białków, нім. Belkau) — село в Польщі, у гміні Менкіня Сьредського повіту Нижньосілезького воєводства.
Населення — 260 осіб (2011).
У 1975-1998 роках село належало до Вроцлавського воєводства.

## Демографія
Демографічна структура станом на 31 березня 2011 року:
|          | Загалом | Допрацездатний вік | Працездатний вік | Постпрацездатний вік |
| -------- | ------- | ------------------ | ---------------- | -------------------- |
| Чоловіки | 132     | 21                 | 98               | 13                   |
| Жінки    | 128     | 29                 | 74               | 25                   |
| Разом    | 260     | 50                 | 172              | 38                   |